# Lower Lake
Cobb es un lugar designado por el censo en el condado de Lake en el estado estadounidense de California. En el año 2000 tenía una población de 1755 habitantes y una densidad poblacional de 85 personas por km².

## Geografía
Cobb se encuentra ubicado en las coordenadas 38°54′N 122°36′O / 38.900, -122.600. Según la Oficina del Censo, la ciudad tiene un área total de 20,6 km² (8 mi²), de la cual 20,4 km² (7,9 mi²) es tierra y 0,2 km² (0,1 mi²) (0,88 %) es agua.

## Demografía
Según la Oficina del Censo en 2000 los ingresos medios por hogar en la localidad eran de $24 974, y los ingresos medios por familia eran $29 896. Los hombres tenían unos ingresos medios de $38 750 frente a los $21 250 para las mujeres. La renta per cápita para la localidad era de $13 516. Alrededor del 12,4 % de la población estaban por debajo del umbral de pobreza.